# Hotel California (album)
Hotel California is een album van Eagles, uitgebracht op 8 december 1976 door Asylum, een label van Elektra. Het album werd opgenomen in de Criteria Studios in Miami, Florida, en in The Record Plant in Los Angeles, Californië, tussen maart en oktober 1976.
Tijdens het laatste deel van de Hotel California-tour besloot Randy Meisner dat hij in de zeven jaar bij Eagles genoeg hotelkamers had gezien, en hij verliet de band om in het wat rustiger Nebraska te herstellen en aan een solocarrière te werken. Het album vormt het breekpunt in de carrière: het is hun best verkochte album tot dan toe, maar het was ook de aanleiding tot ruzies binnen de groep en de uiteindelijke opheffing van Eagles.
Op de hoes van het album staat een foto van het Beverly Hills Hotel in Beverly Hills (Californië) bij schemering.

## Tracks
1. Hotel California (Felder, Henley, Frey) - 6:30, zang door Don Henley
2. New Kid in Town (J.D. Souther, Henley, Frey) - 5:04, zang door Glenn Frey
3. Life in the Fast Lane (Walsh, Henley, Frey) - 4:46, zang door Don Henley
4. Wasted Time (Henley, Frey) - 4:55, zang door Don Henley
5. Wasted Time (Reprise) (instrumentaal) (Henley, Frey, Jim Ed Norman) - 1:22
6. Victim of Love (Felder, Souther, Henley, Frey) - 4:11, zang door Don Henley
7. Pretty Maids All in a Row (Walsh, Joe Vitale) - 4:05, zang door Joe Walsh
8. Try and Love Again (Meisner) - 5:10, zang door Randy Meisner
9. The Last Resort (Henley, Frey) - 7:25, zang door Don Henley

## Musici
- Don Henley - zang, drums, percussie
- Glenn Frey - zang, gitaar, keyboard
- Randy Meisner - zang, basgitaar, guitarone
- Don Felder - zang, gitaar, slide gitaar
- Joe Walsh - zang, gitaar, keyboard

## Singles
- New Kid in Town / Victim Of Love - Asylum 45373; uitgebracht 7 december 1976
- Hotel California / Pretty Maids All In A Row - Asylum 45286; uitgebracht 22 februari 1977
- Life in the Fast Lane / The Last Resort - Asylum 45403; uitgebracht 2 mei 1977

## Trivia
Hotel California is ook de naam van een hotel in Kending, Taiwan, en in Manuel Antonio, Costa Rica.